# الرماني
الرماني هي قرية ريفية في إقليم الخميسات ضمن جهة الرباط سلا القنيطرة. بلغ مجموع عدد سكان الرماني حسب إحصائيات عام 2004 حوالي 12172 نسمة من ضمنهم 5 أجانب يعيشون في 2614 أسرة.

## تسمية الرماني
نسبة إلى واد صغير كان مليئا بأشجار الرمان، يسمى «واد الرمان»، بمنطقة زبيدة التي أصبح يعرف بعد ذا باسمها «واد زبيدة».

## جغرافيتها
توجد مدينة الرماني على بعد 80 كلم من العاصمة السياسية الرباط، وعلى بعد 120 كلم عن العاصمة الاقتصادية الدار البيضاء. محيطة بمساحة شاسعة من الغابات والأراضي الفلاحية مخصصة لزراعة القمح والقطاني والكوروم وتربية الماشية وغيرها. و هي منطقة محببة لدى الصيادين بسبب وجود ثروة حيوانية مهمة برية. يوجد بقرب الرماني السد كبير عكراش الغني بالأسماك الذي يزود بالماء الصالح للشرب مدينة الرباط وسلا وتمارة وغيرهم من المناطق الذي يوجد بمنطقة زعير. تتميز بجمال طبيعتها النقية وغير الملوثة وقربها من العاصمتين الرباط والدار البيضاء.

## تاريخها
وضع مخيم مرشان سنة 1911. مرشان أو معسكر مرشان هو الاسم القديم لمدينة الرماني بالمكان الفاصل بين زعير الغربية المزارعة وزعير الجنوبية الكفيان بمنطقة زبيدة، مرشان يعادل المحافظة أو الولاية حاليا. كانت المدينة مركز للسكان المجاورون لها والقرى المجاورة لها، عندما تحتاج الخدمات، مثل استشارة طبيب أو إرسال الرسائل وكل ما يتعلق بقضاء الحاجة. فيما بعد بدأت تحل فيها النزاعات المتعلقة بالعقار، خصوصا عند حاكم المنطقة آنذاك. بدأت تزدهر المنطقة حيث بنيت ضيعات فلاحية معظمها تابع للمعمرين وبعض المعامل المتعلقة بالصناعة الغدائية بالرماني. و بناء فندقين ومدارس وملاعب للترفيه. في هذه الفترة بدأت تتدفق اليد العاملة المغربية من أغلبية مناطق المغرب بالأخص من دكالة وقلعة سراغنة والشياظمة وسوس وبني مسكين ومن الصحراء المغربية كذلك. كان معظمهم يتعاطى للتجارة في الأسواق الأسبوعية واستقروا جميعهم بمدينة الرماني. كانت الرماني هي عاصمة (إقليم حاليا) زعير. منذ 1911 حتى 1960 تقريبا كان بالرماني هذا الخليط من الثقافة المغربية الممثلة لجميع مناطق المغرب، بالإضافة إلى الفرنسيين والأمريكيين الذين كانوا يتواجدون بهده المنطقة. مما أضفى عليها رونقا خاصا رغم الاستعمار. وهو التعايش ما بين مختلف الفئات. باعتبار المنطقة فلاحية، كان ينظم في آخر كل سنة وقبل بداية الموسم الفلاحي حفل كبير يحضره الجميع. و عند نهايته يبدأ موسم الحرث.

## التقسيم الإداري
كانت الرماني تابعة لنفوذ عمالة الرباط ثم من بعد لنفوذ عمالة القنيطرة والآن لنفوذ عمالة الخميسات.

## المشكلات
في الآونة الأخيرة مند 1995 وحتى الآن بدأت مدينة الرماني تعرف الانخطاط. لا توجد فيها لا مراكز التكوين ولا فندق واحد ولا أماكن يشتغل فيها أهلها. سوى التسلط الإداري وقمع الجمعيات النشيطة والتفرد بالقرار والانتقام من كل شخص أو أسرة معارضة لهذا الوضع السيئ. هذا الانحطاط راجع لعدة أسباب:
- نسبة الأمية مرتفعة.
- إخضاع الرماني قسراً لإدارة عمالة الخميسات الذي لا يمت لسكان دائرة الرماني بصلة لا ثقافيا ولا اجتماعيا ولا اقتصاديا بالإضافة إلى كون إقليم الخميسات مليء بالمشاكل الاجتماعية وغير متجانس.
- غياب الحكامة الجيدة الذي يؤدي إلى تهميش منطقة زعير من طرف الدولة، كأن هناك عداء للمنطقة أو يراد تهجير الساكنة، حيث أصبح العديد من الفلاحين بسبب هذه السياسة يفرط في أراضيهم الخصبة لصالح أصحاب الراساميل، الذين يتهافتون لاقتنائها.
- المواطن يريد أن يكون له مورد عيش إلم يجده يرحل، لا يريد الصدقة ولا الورد.
- الطرق الهشة والسيئة الرابطة بين المدن والمنطقة التي لا يتم إصلاحها.

لهذه الأسباب وأسباب أخرى، ظلت المنطقة مهملة فقيرة وأهلها كذلك وتجارتها ضعيفة جدا وفلاحتها معاشية. رغم أنها تُعد من أغنى المناطق من الناحية الطبيعية.